# Lycaugesia calochroia
Lycaugesia calochroia är en fjärilsart som beskrevs av Dyar 1914. Lycaugesia calochroia ingår i släktet Lycaugesia och familjen nattflyn. Inga underarter finns listade i Catalogue of Life.